# Philodryas cordata
Philodryas cordata là một loài rắn trong họ Rắn nước. Loài này được Donnelly & Myers mô tả khoa học đầu tiên năm 1991.